# 传流店乡
传流店乡，是中华人民共和国河南省信阳市潢川县下辖的一个乡镇级行政单位。

## 行政区划
传流店乡下辖以下地区：
传流店村、经坊寺村、王营村、钟围村、喻寨村、朱店村、三星村、肖寨村、前进村、钟寨村和陈营村。